# Wahlenbergia confusa
Wahlenbergia confusa är en klockväxtart som beskrevs av Elmer Drew Merrill och Lily May Perry. Wahlenbergia confusa ingår i släktet Wahlenbergia och familjen klockväxter. Inga underarter finns listade i Catalogue of Life.